# Britt Synnøve Johansen

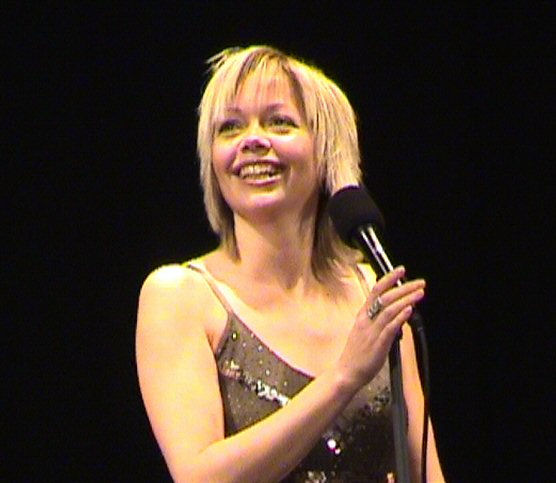
Britt Synnøve Johansen, foto de Jarle Vines.

Britt Synnøve Johansen (Haugesund, Rogaland, Noruega, 1970) é uma cantora norueguesa. Começou a cantar com sete anos num grupo coral. Participou num concurso para novos talentos em 1987, onde conseguiu chegar à final. Em 1989, venceu o Melodi Grand Prix interpretando o tema "Venners nærhet" e ganhou o direito de representar a Noruega no Festival Eurovisão da Canção 1989, onde terminou em 17.º lugar, tendo recebido 30 pontos. Apesar da fraca classificação, ela não desistiu da carreira musical, continuando ea participar em diversos espetáculos musicais e teatrais como o 'Schrooge – en julefortelling.
Em 2001, fez novas versões de canções de Édith Piaf em Paris e em cabarés de Piaff, a que terão assistido 15.000 espetadores.
Entre 2003-2004 ela fez o papel de Eponine no musical Les Miserables, em Bømlo, Hordaland.

## Discografia
- God morgen - 1990
- Mot himmlen i Paris – Piaf på norsk- 2002 (onde canta canções de Édith Piaf em norueguês.
- Skyt meg med tre roser - 2010